# Haplogloia
Genre
Haplogloia  est un genre d'algues brunes de la famille des Chordariaceae selon AlgaeBase (31 oct. 2012), NCBI (31 oct. 2012) et ITIS (31 oct. 2012) ou bien de la famille des Scytosiphonaceae selon World Register of Marine Species (31 oct. 2012) et Catalogue of Life (31 oct. 2012). 

## Liste d'espèces
Selon AlgaeBase (31 oct. 2012) :
- Haplogloia andersonii (Farlow) Levring (espèce type)
- Haplogloia kuckuckii Kylin
- Haplogloia kurilensis Inagaki (Sans vérification)
- Haplogloia moniliformis R.W.Ricker

Selon Catalogue of Life (31 oct. 2012) et World Register of Marine Species (31 oct. 2012) :
- Haplogloia andersonii (Farlow) Levring, 1939
- Haplogloia kuckuckii Kylin, 1940
- Haplogloia moniliformis R.W.Ricker, 1987

Selon ITIS (31 oct. 2012) :
- Haplogloia andersonii (Farlow) Levring
- Haplogloia kuckuckii

Selon NCBI (31 oct. 2012) :
- Haplogloia andersonii